# Newton Falls
Newton Falls é uma vila localizada no estado norte-americano de Ohio, no Condado de Trumbull.

## Demografia
Segundo o censo norte-americano de 2000, a sua população era de 5002 habitantes.
Em 2006, foi estimada uma população de 4782, um decréscimo de 220 (-4.4%).

## Geografia
De acordo com o United States Census Bureau tem uma área de
6,1 km², dos quais 5,9 km² cobertos por terra e 0,2 km² cobertos por água. Newton Falls localiza-se a aproximadamente 285 m acima do nível do mar.

## Localidades na vizinhança
O diagrama seguinte representa as localidades num raio de 12 km ao redor de Newton Falls.